# كيوهي يوميساكي
كيوهي يوميساكي (باليابانية: 弓崎 恭平) (30 أكتوبر 1992 في فوكوكا في اليابان – )؛ هو لاعب كرة قدم ياباني سابق كان يلعب كمدافع.

## وصلات خارجية
- كيوهي يوميساكي على موقع رابطة كرة القدم اليابانية للمحترفين (اليابانية)
- كيوهي يوميساكي على موقع قاعدة بيانات كرة القدم.إي يو (الإنجليزية)
- كيوهي يوميساكي على موقع Soccerway.com (الإنجليزية)
- كيوهي يوميساكي على موقع عالم كرة القدم.نت (الإنجليزية)